# بدح
القَتَن أو الموجارة أو البدح (الاسم العلمي: Gerres) هي جنس من الأسماك تتبع الفصيلة الموجارات من رتبة الفرخيات. تتواجد معظم أنواع هذا الجنس في المياه البحرية من شرق المحيط الأطلسي إلى المحيط الهندي إلى غرب المحيط الهادئ.

## أنواع الموجارة
هناك 28 نوعا معترف بها حاليًا في هذا الجنس هي:
- موجارة حمراء الذيل
- موجارة خضراء العيون
- موجارة خيطية
- موجارة خيلية
- موجارة رمادية
- موجارة سباعية الخطوط
- موجارة سوداء
- موجارة شبه مخططة
- موجارة شعيرية
- موجارة صغيرة العيون
- موجارة طرفية
- موجارة طويلة المنقار
- موجارة عديمة الخطوط
- موجارة عشارية الأشواك
- موجارة كبيرة الأشواك
- موجارة مالديفية
- موجارة متطاولة
- موجارة موزمبيقية
- موجارة يابانية